# Dicranomyia (Dicranomyia) dorsalis
Dicranomyia (Dicranomyia) dorsalis is een tweevleugelige uit de familie steltmuggen (Limoniidae). De soort komt voor in het Australaziatisch gebied.